# Union sportive carmausine
Maillots
Dernière mise à jour : 13 mai 2025.
L'Union sportive carmausine ou US Carmaux est un club de rugby à XV situé à Carmaux, dans le nord du département du Tarn. Le club est champion de France 1951.
Bien que sacré en 1951, sans internationaux, le club a fourni depuis quelques joueurs à l'équipe de France, comme Jean-Pierre Romeu, ouvreur lors du grand chelem 1977 ou Marc Andrieu.
C’est un des seuls clubs avec l’US Quillan à avoir remporté le titre national en première, deuxième et troisième division.
Il est issu de la fusion de deux clubs de la ville en 1940, et ses équipes jouent en rouge et vert. Le club évolue aujourd'hui au niveau de la Régionale 2 et joue ses matchs au Stade Jean-Vareilles, anciennement Stade de la Tour.

## Histoire

### Deux clubs de rugby rivaux à Carmaux dans l'entre-deux-guerres
L'US Carmaux résulte de la fusion de deux Clubs. L'Olympique de Carmaux, fondé en 1921, était le club de la Société des mines de Carmaux (qui exploitait la houille du bassin). Il jouait sur le Stade des Mines au football et au rugby dans des couleurs rouge et noir. Le Football Club Carmausin, fondé en 1922, était, lui, le club municipal, créé par la mairie. Omnisports (il avait aussi une section d'athlétisme). 

#### Premiers succès dans les années 1920

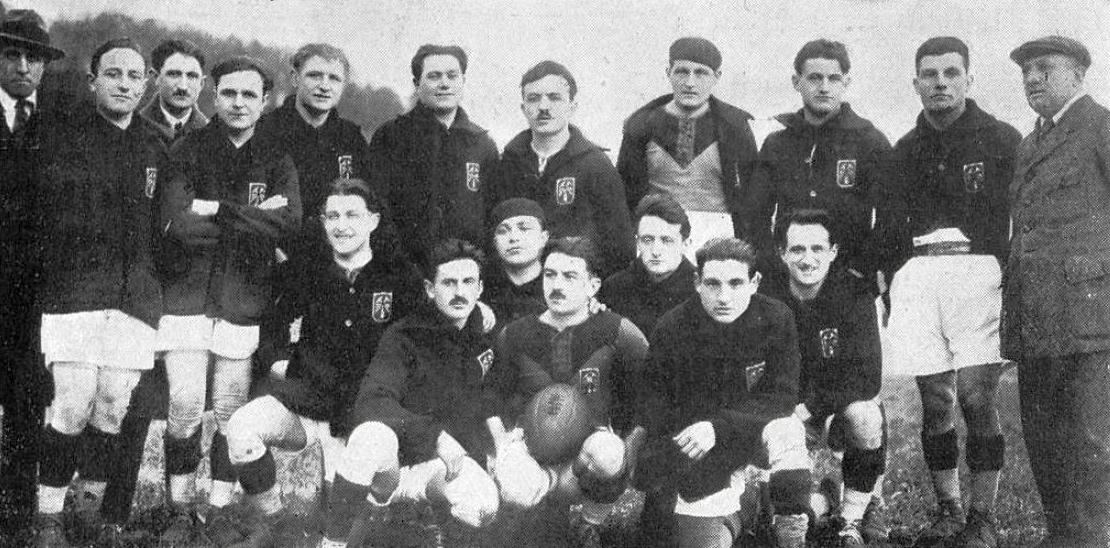
L'Olympique de Carmaux, champion de France de 2e série en 1927.

L'Olympique connut un certain succès avec trois finales nationales consécutives en deuxième série (4e division, victoire en 1927), Honneur (3e division, perdue en 1928) et promotion (2e, perdue en 1929).
Le FC n'était pas en reste au niveau des résultats, avec deux titres de champion de France (4e série 1923, 2e série 1926) entrecoupés d'une finale de 3e série en 1924.
La rivalité entre les deux clubs était considérable et incontournable dans une si petite ville, d'autant qu'en 1931, les deux clubs se retrouvèrent en première division.

#### Fusion en 1940 entre le FC Carmaux et l'Olympique de Carmaux
La fusion n'intervint qu'en décembre 1940, alors que le régime de Vichy avait imposé le regroupement des sociétés sportives. Les dirigeants habillèrent le regroupement forcé d'une déclaration de bonnes intentions pour « reconnaître qu'il importe de mettre fin à la vieille rivalité de leurs deux groupements sportifs ».
C'est ainsi que naît l'Union Sportive Carmausine. 
Un additif aux clauses du contrat de mariage précisait même qu'en cas de désaccord, chaque club aurait pu repartir de son côté, l'OC avec le football et le basket, le FCC avec le rugby et le cyclisme ! 
Cela ne sera pas le cas, et l'USC omnisports compta rapidement neuf sections. C'est de ce double héritage que l'USC dérive aussi les couleurs de son écusson, le vert du FCC, le rouge de l'OC, portées sur un maillot blanc.

### Une économie minière prospère
Dans les années cinquante, la commune recense 11 485 habitants dont un quart de mineurs. La formation dispute ses rencontres dans le stade des Amouriès (aujourd'hui disparu). Situé à proximité des sites d'extraction minier, il était réputé pour ses odeurs d'ammoniaque, incommodant les visiteurs.

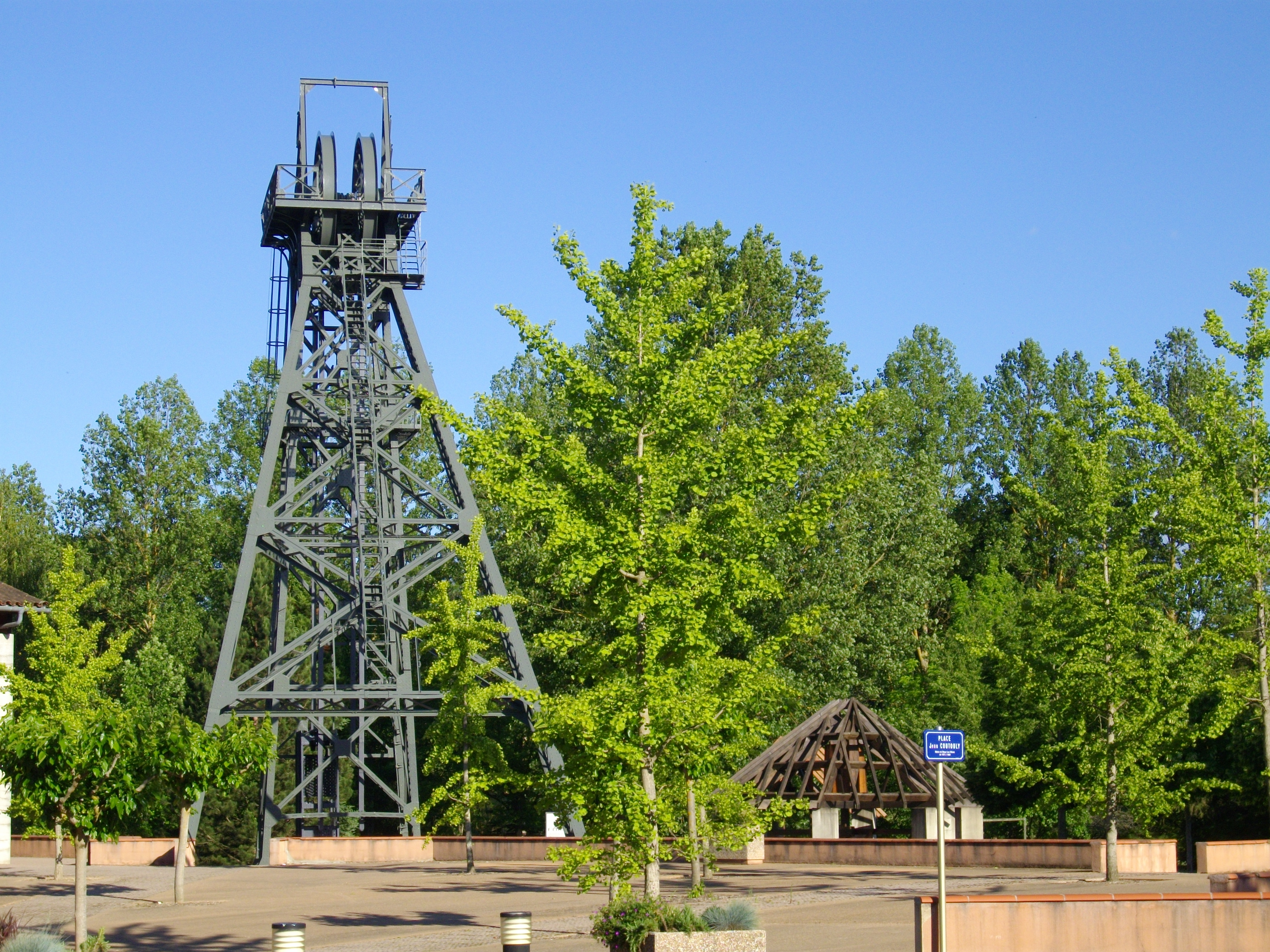
Puits de mine de Carmaux.

#### Montée en puissance après la seconde guerre mondiale
Bien classé en championnat de France de deuxième division en 1947, Carmaux obtient le droit de disputer une poule d'accès au championnat de France de première division en 1948. Devancés par Périgueux, Saint-Jean de Luz et Niort, Carmaux reste en deuxième division.
Carmaux rejoint finalement la première division l'année suivante en 1949.
Il termine alors à la quatrième place de sa poule avec 4 victoires, 1 nul et 5 défaites mais n'est pas qualifié pour les huitièmes de finale.
L'USC monte alors en puissance et atteint les quarts de finale du Championnat la saison suivante.
Le club est alors soutenu par les Houillères du Bassin d'Aquitaine, mais n'est en aucun cas un club d'entreprise comme l'AS Montferrand. Tout au plus, la société minière prête son autocar pour les déplacements et employait les joueurs. Ainsi cinq de ceux qui participent à la finale du championnat de France 1951 sont descendus dans la mine. C'est une équipe solidaire, dépourvue d'internationaux, qui arrive au Stadium municipal de Toulouse dans la position du petit poucet. Vingt autocars et un train sont affrétés pour emmener les supporters dans la cité des violettes.

### Champion de France 1951

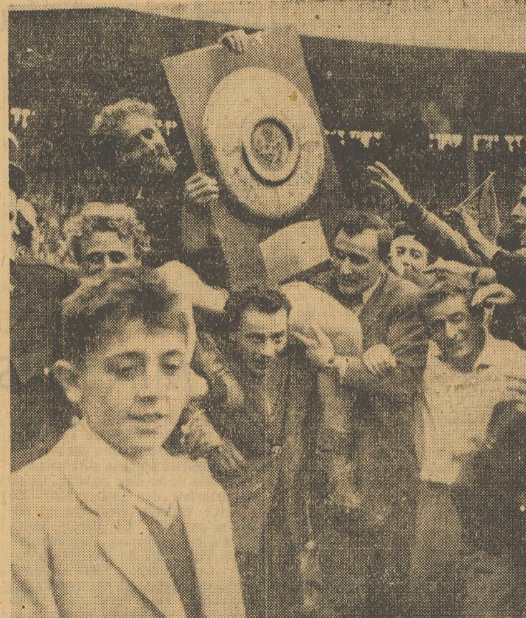
Le Carmausin René Pagès soulève le bouclier de Brennus en 1951.
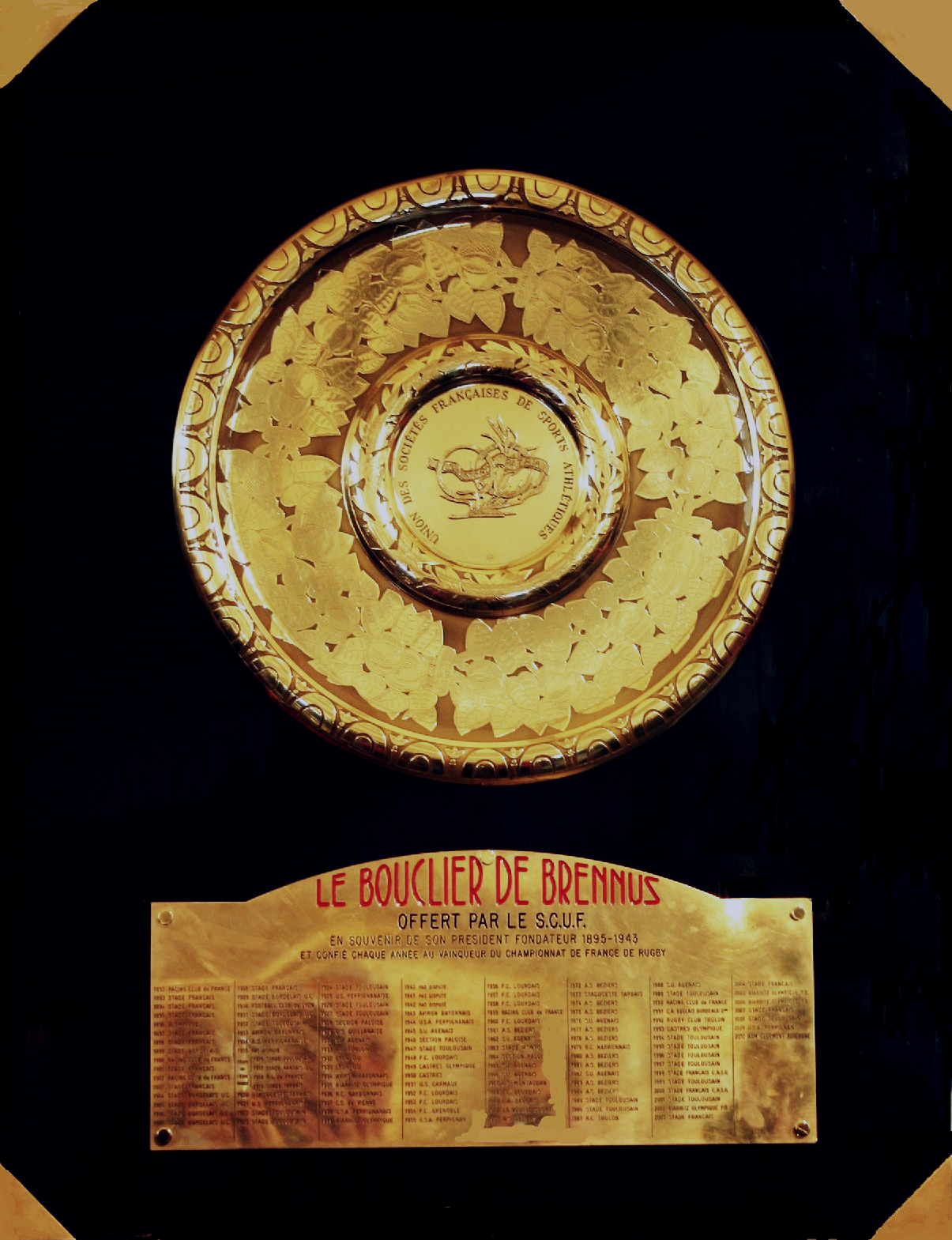
Carmaux champion de France 1951 soulève le bouclier de Brennus.
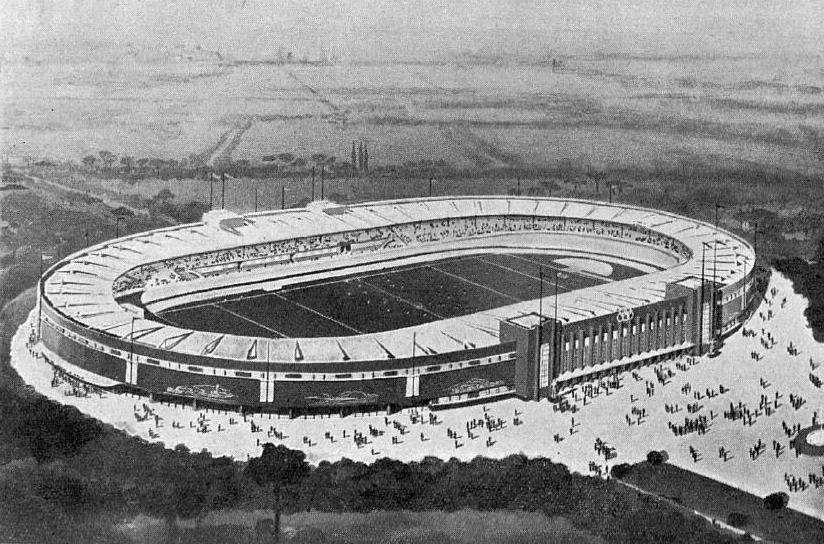
Le Stadium de Toulouse où l'US Carmaux s'impose en finale contre le Stadoceste tarbais en 1951.

L'US Carmaux élimine le SU Agen en quart-de-finale (5-0) puis l'AS Montferrand en demi-finale (11-9 après prolongations).
Ce 20 mai 1951, à Toulouse, l'US Carmaux devient champion de France, en battant le Stadoceste tarbais (14-12), après prolongation. Le troisième ligne Louis Aué marque l'intégralité des points carmausins (un essai, une transformation et trois pénalités). 
Les deux équipes sont à égalité (9-9) à la fin du temps réglementaire. Elles marquent un essai chacune en prolongation mais seul Aué de Carmaux réussit la transformation, ce qui donne la victoire à l'US Carmaux.
Composition de l'équipe championne de France 1951 : Raymond Carrère, Louis Combettes, Jean-Marie Bez, Jean Gervais, Alexis Dalla Riva, René Pailhous, Louis Aué, Jean Régis, René Pagès, Gérard Lasmolles, René Deleris, Gustave Golaszewski, Georges Cassou, Francis Cassou, Jacques Sagols.
Le club succède au palmarès à un autre club tarnais, le Castres olympique double champion de France de 1re division 1949 et 1950. Dans le Tarn, après Castres, Carmaux est le seul autre club à avoir aussi été champion de France.
Le retour à Carmaux est l'occasion d'une immense liesse. Le Bouclier de Brennus est promené dans les rues de la ville, dans un défilé où se côtoient les joueurs et les notables (le maire et les députés du Tarn). Il est également rendu hommage à Augustin Malroux, ancien capitaine et résistant mort en déportation. Les festivités ont duré des mois 
L'année suivante, le club a été incapable de se qualifier pour les phases finales. Par la suite, Carmaux disputera encore un 1/8e de finale en 1954 suivi de 4 seizièmes de finales consécutif.

#### Vainqueur du challenge de l'Espérance 1955
Carmaux remporte un autre trophée national, le challenge de l’Espérance après une large victoire sur le TOEC en finale 23-3.
Composition de l'équipe : Teychene (Entraîneur), Jean Mons, Raymond Carrère, David, Jacques Revellat, Jean Régis, Louvet, Louis Aué, René Pailhous, Duplan, Hernandez, Andrieu, René Deleris, Cuq, Sirera, Fuchez.

### Les années 1950, l'US Carmaux régulièrement en phases finales

#### En 9 saisons, des saisons 1949-1950 à 1957-1958, 7 participations aux phases finales
- 1950 : quart de finale
- 1951 : champion de France
- 1954 : huitième de finale
- 1955 : seizième de finale
- 1956 : seizième de finale
- 1957 : seizième de finale
- 1958 : seizième de finale

### Déclin de l'USC des années 1960 à nos jours
Ensuite, Carmaux reste en première division mais ne se qualifie plus pour les phases finales. Elle garde toutefois la réputation d'une équipe solide particulièrement coriace à domicile dans son mythique stade des Amouriès.
En 1960, le deuxième ligne Hervé Larrue est sélectionné en équipe de France. C'est le premier international du club mais il quittera Carmaux pour le XIII Catalan.

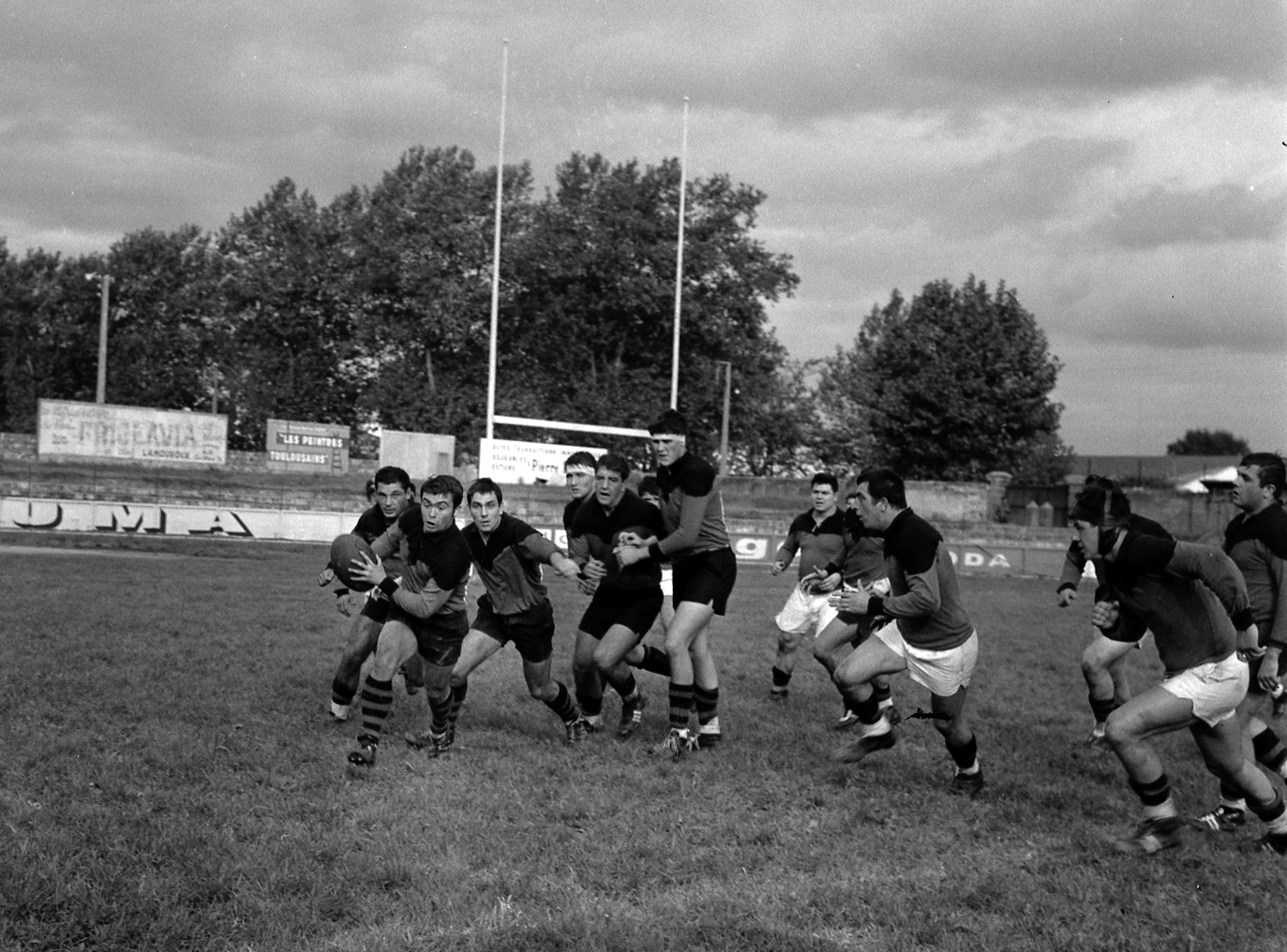
Victoire de Carmaux sur le Stade toulousain 15-0 en Championnat de France 1967.

En 1968 avec un jeune ouvreur à l'avenir prometteur, Jean-Pierre Romeu, Carmaux joue un seizième de finale. Carmaux sera battu de peu 14-12 par le Stade toulousain. Ensuite, le club ne se qualifiera plus pour les phases finales du championnat de France de première division. Fortement dépendant de la bonne fortune des mines de charbon de Carmaux, le club est frappé de plein fouet par la crise économique et commence par perdre ses meilleurs éléments comme Jean-Pierre Romeu qui partira en fin de saison pour l'AS Montferrand.
En 1970, Carmaux manque de peu la qualification au profit d'Angoulême.
La saison suivante est plus difficile pour Carmaux qui termine dernier de sa poule et descend en deuxième division.

#### Champion de France de2edivision en 1972
Les Carmausins sont champions de France de deuxième division, le 14 mai 1972, au Stade Aimé Giral à Perpignan. L'USC s'impose en finale sur Nice des Jean-Claude Ballatore, André et Daniel Herrero ou Jean-Pierre Mouysset.

#### Dernières saisons en première division (1973-1982)
Carmaux retrouve la première division en 1972-1973 mais le championnat est scindé en deux groupes de 32 clubs en fin de saison. Carmaux évolue ainsi en groupe B. Le futur centre international Marc Andrieu quitte alors le club en 1979 pour Béziers. Finalement, Carmaux reste en première division jusqu'en 1982, année où il est relégué en deuxième division.

#### Carmaux en deuxième division (1982-1994)
Carmaux évolue ensuite en deuxième division jusqu'au début des années 1990. Le futur centre international Jean-Marc Aué remporte le titre de champion de France Balandrade avec Carmaux en 1991 puis débute en équipe première la saison suivante avant de signer à Agen.

#### Champion de France de3edivision en 1995
Redescendu en troisième division, l'US Carmaux du capitaine Patrick Puel et du demi d'ouverture Francis Was, disparu en 2025, s'offre un dernier titre national, cette fois-ci à l'échelon amateur, en remportant le championnat de France, le 11 juin 1995, face à Saint Junien (22-21) au Stade Jean Alric à Aurillac.

#### Descente de la3eà la9edivision depuis 2014
Le club évolue en Fédérale 3 jusqu'en 2014. Il dispute ses rencontres à domicile au Stade Jean Vareilles, anciennement Stade de la Tour, depuis le milieu des années 1970. 
L'US Carmaux évolue actuellement en Régionale 2.

#### Arrêt de la Promotion Honneur à cause du Covid (2020)
La saison 2019-2020 est interrompue à cause de la pandémie de coronavirus. Les Carmausins jouaient alors le maintien. Pierre Pauzies assure vouloir maintenir l'USC en promotion honneur et souhaite développer le rugby chez les jeunes (cadets/juniors)

### Une nouvelle présidente à l'USC (depuis 2022)
Elodie Quintard-Durand devient la nouvelle présidente de l'US Carmaux en 2022. 
Frank Hermet est nommé manager général, Matthieu Thomas entraîneur des arrières, Stéphane Briard entraîneur des avants et touche.
La nouvelle présidente souhaite notamment redynamiser l'USC, restructurer le bureau et l’école de rugby.

### L'ère Hermet (2022-2025)

#### Élimination en phases finales de Régionale 2 (2023-2025)
Carmaux se qualifie en seizième-de-finale de Régionale 2 à l'extérieur en Haute-Garonne contre Caraman. Mais les Carmausins sont éliminés après avoir perdu lourdement malgré une bonne première mi-temps (54-12). En 2025, l'USC est éliminé en huitième-de-finale de Régionale 2 à l'extérieur contre Lauzerte. L'entraîneur Hermet quitte son poste à l'issue de la saison et de l'élimination de Carmaux.

### L'ère Giovannini (depuis 2025)
Le Carmausin François Giovannini devient le nouveau manager de l' US Carmaux avec un nouveau staff composé de Joris Daurelle entraîneur des trois-quarts, puis Mathieu Thomas et le Carmausin Bastien Dedieu, ancien pilier du SC Albi d'origine espagnole, sont en charge des avants. Yogane Corréa, également ancien deuxième-ligne sénégalais du SC Albi, est intervenant technique. L'objectif par la présidente est de remonter en Régionale 1.

### Formation carmausine et ses environs

#### Rassemblement des écoles de rugby du Carmausin-Ségala (2021)
En juin 2021, est fondé le « Rassemblement des écoles de rugby du Carmausin-Ségala » dans les locaux de l'US Carmaux en présence des maires de Carmaux, Cagnac, Blaye et du président du Comité du rugby du Tarn. 
Les écoles de rugby de l'US Carmaux, Cagnac-Blaye et Ségala Ovale se regroupent dans le cadre de la communauté de communes afin d'optimiser les moyens de ses clubs amateurs.

## Image et identité

### Maillot
Le club joue en vert et noir, vert représentant l'herbe et noir représentant le charbon.

### Logo

Évolution du logo
Logo du centenaire 1907-2007.

Les cinq étoiles représentent les 5 titres de l'US Carmaux, toutes catégories confondues de la première division aux plus jeunes catégories, gagnées entre 1951 et 1995. 
La flamme évoque la torche des mineurs lié au passé minier du bassin carmausin au XIXe et XXe siècles qui firent la prospérité et le développement économique du nord du Tarn.

## Stade Jean Vareilles
Le stade de l'US Carmaux porte le nom de Jean Vareilles qui était une grande figure de la Résistance et ancien maire de Carmaux dans les années 1950. 
En 2022, les Boucliers du terroir au stade Jean Vareilles ont récompensé des équipes de rugby amateures tarnaises.

## Palmarès

### Détail du palmarès
| Compétitions nationales | Anciennes compétitions disparues | Compétitions de jeunes                                                                                     |
| --- | --- | --- |
| - Championnat de France de première division : - Champion (1) : 1951 - Championnat de France de deuxième division - Champion (1) : 1972 - Championnat de France de troisième division : - Champion (1) : 1995 | - Challenge de l'Espérance : - Vainqueur (1) : 1955 - Championnat de France de deuxième série : - Champion (2) : 1926 (FC Carmaux) et 1927 (Olympique Carmaux) - Championnat de France de quatrième série : - Champion (1) : 1923 (FC Carmaux) | - Coupe Juniors Balandrade : - Vainqueur (2) : 1991, 1996 - Coupe d'Occitanie -19 : - Finaliste (1) : 2025 |

### Finales disputées

#### Équipe senior
| Compétitions     | Date de la finale | Vainqueur          | Score | Finaliste          | Lieu de la finale             |
| ---------------- | ----------------- | ------------------ | ----- | ------------------ | ----------------------------- |
| Division honneur | 9 mai 1948        | Stade lavelanétien | 10-0  | US Carmaux         | Stade Ernest-Duffer, Toulouse |
| 1re division     | 20 mai 1951       | US Carmaux         | 14-12 | Stadoceste tarbais | Stadium municipal, Toulouse   |
| 2e division      | 14 mai 1972       | US Carmaux         | 22-16 | RRC Nice           | Stade Aimé-Giral, Perpignan   |
| 3e division      | 11 juin 1995      | US Carmaux         | 21-22 | AS Saint-Junien    | Stade Jean-Alric, Aurillac    |

| Compétitions             | Date de la finale | Vainqueur  | Score | Finaliste    | Lieu de la finale                 |
| ------------------------ | ----------------- | ---------- | ----- | ------------ | --------------------------------- |
| Challenge de l'Espérance | 1er mai 1955      | US Carmaux | 23-3  | Toulouse OEC | Stade des Ponts-Jumeaux, Toulouse |

#### Équipes jeunes
| Compétitions          | Date de la finale | Vainqueur                 | Score | Finaliste         | Lieu de la finale |
| --------------------- | ----------------- | ------------------------- | ----- | ----------------- | ----------------- |
| Juniors Balandrade    | 9 mai 1991        | US Carmaux                | 13-10 | Viry-Châtillon RC |                   |
| Juniors Balandrade    | 26 mai 1996       | US Carmaux                | 15-5  | Stade toulousain  | Gaillac           |
| Coupe d'Occitanie -19 | 21 juin 2025      | Rass. Villefranche Figeac | 34-10 | US Carmaux        | Luc-la-Primaube   |

## Personnalités du club

### Entraîneurs
- Marcel Dax
- Patrick Puel et Matthieu Thomas

### Joueurs emblématiques
- Hervé Larrue
- Jean-Pierre Romeu
- Marc Andrieu
- Hervé Couffignal
- Jean-Marc Aué
- Thierry Maset
- Patrice Serre
- Frédéric Manca
- Gaëlle Hermet